# 木脇祐頼
木脇 祐頼（きわき すけより、生没年不明）は、日本の武将。伊東祐時の八男。日向伊東氏3代当主。
後継は祐光になったが、祐光歿後に祐光の子である伊東祐宗が幼少だという事を理由とし、後見という名目で日向伊東氏3代当主になった。しかし祐宗の母の後押しもあり、次代は祐宗が当主になった。祐頼には祐継という子がいたが、祐継が次期当主になることはなかった。